# 卡卡冰原島峰
77°17′S 166°50′E / 77.283°S 166.833°E
卡卡冰原島峰（英語：Kaka Nunatak），是南極洲的冰原島峰，位於羅斯島西北部，屬於凱厄冰原島峰的一部分，處於伯德山東南面4公里，海拔高度約1,400米，現時由南極條約體系管理。